# Sanluri
Sanluri (sardiska: Seddori) är en stad och kommun i provinsen Sydsardinien i regionen Sardinien i Italien. Sanluri var tillsammans med Villacidro huvudort i provinsen Medio Campidano fram till 2016. Kommunen hade 8 464 invånare (2017). Kommunen ligger centralt på södra Sardinien på en höjd av 135 meter över havet. Sanluri gränsar till kommunerna Furtei, Lunamatrona, Samassi, San Gavino Monreale, Sardara, Serramanna, Serrenti, Villacidro, Villamar och Villanovaforru.
30 juni 1409 utkämpades slaget vid Sanluri mellan Kungadömet Arborea och Kungadömet Sardinien.

## Externa länkar

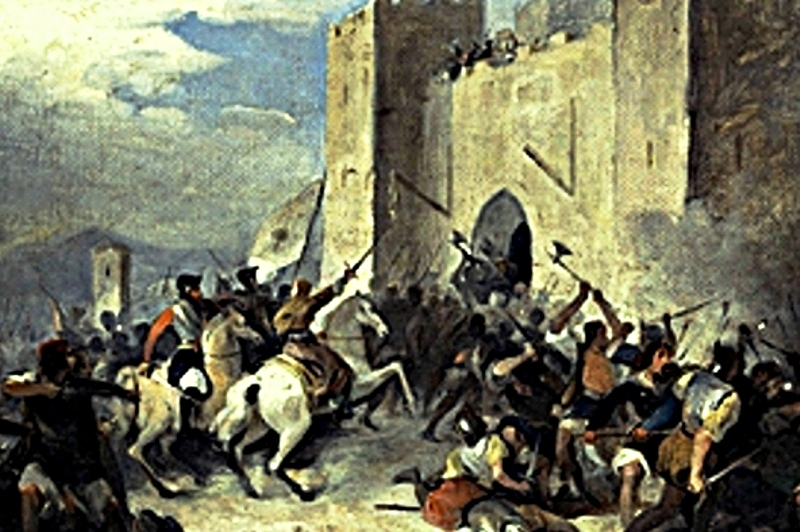
Slaget vid Sanluri av Giovanni Marghinotti